# Wolfe Creek Crater
Wolfe Creek Crater är en nedslagskrater i Australien. Den ligger i delstaten Western Australia. Toppen på Wolfe Creek Crater ligger 4 meter över den omgivande terrängen.
Trakten runt Wolfe Creek Crater är nära nog obefolkad, med mindre än två invånare per kvadratkilometer. Det finns inga samhällen i närheten.
Omgivningarna runt Wolfe Creek Crater är i huvudsak ett öppet busklandskap.